# Eden McCain
Pour les articles homonymes, voir McCain.
Eden McCain, née Sarah Ellis, est un personnage de fiction du feuilleton télévisé américain Heroes (NBC), interprété par Nora Zehetner. 

## Son histoire
Sarah Ellis avait approché le professeur Chandra Suresh sous le nom d'Eden McCain. Elle rencontre son fils Mohinder au début de la série, lorsque celui-ci tente de retracer les circonstances de la mort de son père. Elle paraît sympathique, mais on découvre qu'elle est proche de M. Bennet qui l'a prise sous sa protection, afin qu'elle travaille pour lui. Ainsi, elle a pour mission d'espionner Mohinder et les autres humains évolués qu'il rencontre. Elle aidera Isaac Mendez à se passer de la drogue pour utiliser son pouvoir et participera à la capture de Sylar. Elle tentera de le tuer lorsqu'il est prisonnier de la Compagnie, mais il parvient à prendre le dessus. Alors elle décide de se suicider en se tirant une balle dans la tête pour éviter que Sylar lui prenne son pouvoir. 

## Pouvoir
- Elle dispose d'un pouvoir de persuasion extrême. Cette capacité s'appelle l'hypnose passive.